# Digital World
| QS-Informatik | Dieser Artikel wurde wegen inhaltlicher Mängel auf der Qualitätssicherungsseite der Redaktion Informatik eingetragen. Dies geschieht, um die Qualität der Artikel aus dem Themengebiet Informatik auf ein akzeptables Niveau zu bringen. Hilf mit, die inhaltlichen Mängel dieses Artikels zu beseitigen, und beteilige dich an der Diskussion! (+) Begründung: Kein Artikel - nur Erscheinungsweise. Relevanz scheint schon gegeben sein. --2003:C6:33CC:BF25:4108:9F10:E03D:F066 10:28, 18. Nov. 2016 (CET) |

Digital World war ein Magazin rund um „Consumer Electronics“ und „Digital Living“ aus dem Münchner Verlag der International Data Group (IDG). Es wurde 2003 von Stephan Scherzer (Verlagsleiter und Mitglied der Geschäftsleitung) und Jürgen Bruckmeier (Chefredaktion) entwickelt.
Das Magazin erschien erstmals am 29. August 2003 zur Internationalen Funkausstellung (IFA) 2003 und richtete sich an die Generation Digital. Zum Inhalt gehörte insbesondere die Möglichkeit zur Vernetzung digitaler Medien. Unterhaltungselektronik, Telekommunikation sowie Computertechnologie wurden getestet und unter verschiedenen Blickwinkeln betrachtet.
Mitte 2007 erschien es zum letzten Mal. Von „Digital World“ gab es zahlreiche Ableger in vielen Ländern der Welt: 2004 in den USA, 2005 in Japan, dann in Frankreich, in der Schweiz und in Osteuropa. Auch diese Ausgaben wurden eingestellt. Digital World wurde anfangs als Website bei IDG Deutschland weiter geführt, später als Digital-Lifestyle-Rubrik in die Website der PC-Welt eingegliedert.